# مدل مرجع
مدل مرجع (انگلیسی: Reference model)- در مهندسی سیستم‌ها، شرکت‌ها و نرم‌افزارها - مجموعه ای به هم پیوسته از قواعد ذهنی یا هستی‌شناسی می‌باشد که متخصص یا تعدادی از متخصصان آن‌ها را با استفاده از مفاهیمی که از پیش تولید شده‌است تشکیل می‌دهند.
این عمل باعث می‌شود که ارتباطات به صورت مشخصی شکل بگیرد.
یک مدل مرجع می‌تواند مجموعهٔ کاملی شامل اجزای سازنده هر ایده ثابتی را نشان دهد، از عملکردهای تجاری گرفته تا اجزای سیستم.
پس از این که این مدل کامل شد می‌توان از آن برای برقراری ارتباط شفاف بین اعضای همان جامعه یا جوامع مشابه استفاده کرد.
مدل‌های مرجع اغلب به صورت مجموعه ای از مفاهیم و نشانه‌هایی از روابط بین آن‌ها نشان داده می‌شوند.

## بررسی اجمالی
با توجه به تعریف OASIS (سازمان پیشرفت استاندارد اطلاعات ساختاریافته) مدل مرجع، "یک چارچوب ذهنی، برای درک روابط مهم بین موجودیت‌ها در بعضی محیط هاست، همچنین برای توسعه استانداردها یا مشخصاتی که از آن محیط پشتیبانی می‌کنند هم استفاده می‌شود.
یک مدل مرجع تعداد کمی از مفاهیم یکپارچه را در بر می‌گیرد و می‌تواند به عنوان یک مبنا برای آموزش و توضیح استانداردها برای افراد غیر متخصص استفاده شود.
همچنین مدل‌های مرجع مستقیماً به هیچ استاندارد، فناوری یا سایر جزئیات پیاده‌سازی مرتبط نیست، اما به دنبال ارائه معنای مشترکی هستند که بتوانند بدون ابهام در همه پیاده‌سازی‌های مختلف و بین آن‌ها استفاده شود.» هر «مدل مرجع» دارای مفاهیم و بخش‌های متعددی است که این مفاهیم مهم عبارت اند از:
- چکیده: یک مدل مرجع اطلاعاتی در مورد محیط‌های خاصی ارائه می‌دهد. این مدل، نوع موجودیت‌هایی را که صرفاً ممکن است در چنین محیطی رخ دهند، توصیف می‌کند و مهم نیست که این موجودیت‌ها لزوماً رخ بدهند. برای مثال، هنگام توصیف معماری یک خانه خاص (که یک محیط خاص از نوع خاص است)، یک دیوار خارجی واقعی ممکن است دارای ابعاد و مصالح باشد، اما مفهوم دیوار (نوع موجودیت) بخشی از مدل مرجع می‌باشد. پس برای ساختن خانه ای که دیوار دارد، باید مفهوم دیوار را درک کرد.
- موجودیت‌ها و روابط: هر مدل مرجع دو موضوع را توصیف می‌کند. اول نوع موجودیت‌ها (چیزهایی که وجود دارند) و دوم روابط آن‌ها (نحوه اتصال، تعامل با یکدیگر، و نشان دادن ویژگی‌های مشترک). یک فهرست از انواع موجودیت‌ها، به خودی خود، مدل مرجع نامیده نمی‌شود زیرا دارای اطلاعات کافی نیست.
- در یک محیط: یک مدل مرجع تلاشی برای توصیف «همه چیز» ندارد. از یک مدل مرجع برای مشخص کردن «موارد درون یک محیط» یا یک فضای مشکل استفاده می‌شود. یک مدل مرجع برای مفید بودن، باید شامل توضیح واضحی باشد در مورد مشکلی که حل می‌کند و دغدغه افرادی که نیاز به حل شدن مشکل دارند.
- تکنولوژی آگنوستیک: کارآمد بودن یک مدل مرجع در صورتی کم و محدود می‌شود که در مورد تکنولوژی‌ها یا پلتفرم‌های موجود در یک محیط محاسباتی خاص، مجبور به در نظر گرفتن مفروضاتی شویم. یک مدل مرجع معمولاً برای ارتقا درک افراد در رابطه با دسته ای از مسائل تشکیل می‌شود، نه راه حل‌های خاص برای آن مسائل. به این ترتیب، باید با کمک به فرایند تخیل و ارزیابی انواع راه حل‌های موجود، به متخصصان کمک شود. این مانع از توسعه یک مدل مرجع که مجموعه‌ای از برنامه‌های کاربردی نرم‌افزار را توصیف می‌کند، نیست، زیرا فضای مشکل ممکن است «نحوه مدیریت مجموعه‌ای از برنامه‌های کاربردی نرم‌افزار» باشد.

## کاربردهای مدل مرجع[ویرایش متنی]
مدل مرجع کاربردهای زیادی دارد. یکی از این کاربردها ایجاد استانداردهایی برای اشیا موجود در مدل‌ها و روابط آنها با یکدیگر است. با ایجاد استانداردها، کار مهندسان و توسعه دهندگانی که نیاز به ایجاد اشیایی دارند که مطابق با استاندارد رفتار کند، آسان‌تر می‌شود. نوشتن نرم‌افزاری که مطابق با استانداردها باشد امکان‌پذیر است. زمانی که این کار به خوبی انجام شود، می‌تواند از الگوهای طراحی ای استفاده کند که از کیفیت‌های کلیدی نرم‌افزار پشتیبانی کنند، مانند توانایی گسترش نرم‌افزار به صورت ارزان قیمت.
یکی دیگر از کاربردهای مدل مرجع، آموزش است. با استفاده از یک مدل مرجع، توسعه دهندگان نرم‌افزار می‌توانند مسائل بزرگ را به چند مسئله کوچک تفکیک کنند که به‌طور راحت تری قابل درک، بررسی و اصلاح باشد.
به این صورت توسعه‌دهندگانی که در مجموعه‌ای از مسائل تازه‌کار هستند، می‌توانند به سرعت یاد بگیرند که مسائل مختلف چیست و سپس روی آن دسته از مسئله‌ها تمرکز کنند که قصد حل آنها را دارند، در حالی که مطمئن هستند که سایر حوزه‌ها هم توسط باقی همکارانشان به خوبی درک شده و با دقت و به درستی حل می‌شود. سطح اعتماد مهم است تا به توسعه دهندگان نرم‌افزار اجازه دهد تا به‌طور مؤثر تری روی کار خود تمرکز کنند.
سومین کاربرد مدل مرجع بهبود ارتباط بین افراد است. یک مدل مرجع یک مسئله را به موجودیت ها، یا «چیزهایی که به خودی خود، وجود دارند» تقسیم می‌کند.
این اتفاق اغلب یک شناخت صریح و واضح از مفاهیمی است که بسیاری از مردم از قبل باهم به اشتراک گذاشته‌اند، اما زمانی که یک مدل مرجع به شیوه ای صریح ایجاد می‌شود، مفید است زیرا توضیح می‌دهد که چگونه این مفاهیم با یکدیگر متفاوت هستند و چگونه با همدیگر ارتباط دارند. این باعث بهبود ارتباط بین افراد درگیر در استفاده از این مفاهیم می‌شود.
چهارمین کاربرد مدل مرجع به وجود آوردن نقش‌ها و مسئولیت‌های مخصوص هر فرد است. هر سازمان با ایجاد یک مدل از موجودیت‌ها و روابط بین آنها، می‌تواند افراد یا تیم‌های خاصی را مشخص کند و آنها را مسئول حل مسئله ای قرار دهد که مربوط به مجموعه خاصی از نهادها است. به عنوان مثال، اگر یک مدل مرجع مجموعه ای از اندازه‌گیری‌های تجاری مورد نیاز برای ایجاد یک کارت امتیازی متوازن را توصیف کند، آنگاه هر اندازه‌گیری را می‌توان به یک رهبر تجاری خاص اختصاص داد. این مورد به هر مدیر ارشد این قابلیت را می‌دهد تا هر یک از اعضای تیم خود را مسئول تولید نتایج، با کیفیت بالا بداند.
پنجمین کاربرد مدل مرجع، امکان مقایسه موارد مختلف است. با تقسیم کردن مسئله به مفاهیم اساسی، می‌توان از یک مدل مرجع برای بررسی دو راه حل مختلف برای آن مسئله استفاده کرد.
برای انجام این کار، می‌توان اجزای تشکیل دهنده یک راه حل را در رابطه با یکدیگر بررسی کرد. برای مثال، اگر یک مدل مرجع، سیستم‌هایی را توصیف کند که به ردیابی تماس‌های بین یک کسب‌وکار و مشتریانشان کمک کند، سپس کسب و کار می‌تواند توسط این مدل مرجع تصمیم بگیرد که از بین پنج محصول مختلف نرم‌افزاری، کدام یک را بر اساس تقاضای مشتری خریداری کند. یک مدل مرجع، در این مثال، می‌تواند برای مقایسه اینکه چگونه هر یک از راه‌حل‌های کاندید می‌توانند برای رفع نیازهای یک فرایند تجاری خاص تقسیم‌بندی شوند، استفاده شود.

## مثال ها[ویرایش متنی]
نمونه‌هایی از مدل‌های مرجع را در ادامه ببینید:
- مدل مرجع سیستم عامل،
- مدل مرجع داده‌های معماری هسته ای DoDAF
- مدل مرجع چارچوب معماری سازمانی فدرال FEA
- مدیریت خدمات امنیت اطلاعات HP (ISSM) - مدل مرجع (RM)
- چارچوب اطلاعات IBM، مدل مرجع برای خدمات مالی.
- مدل‌های مرجع NIST Enterprise Architecture از چندین معماری فدرال Enterprise
- مدل مرجع OGC (کنسرسیوم فضایی باز)،
- OpenReference، یک مدل مرجع باز برای عملکرد، فرایندها و اقدامات تجاری،
- مدل مرجع پایه اتصال سیستم‌های باز،
- معماری مرجع پوردو سازمانی
- سیستم کنترل زمان واقعی برای دامنه‌های مشکل کنترل زمان واقعی
- مدل مرجع پردازش باز توزیع شده،
- TAFIM مدل مرجع ۱۹۹۰ نسخه قبلی DoDAF بود
- معماری فون نیومن به عنوان یک مدل مرجع برای محاسبات متوالی،
- مدل مرجع کتابخانه دیجیتال ;
- مدل مرجع ENVRI (زیرساخت‌های تحقیقات محیطی).
- مدل مرجع NGO

## همچنین[ویرایش متنی]
- مدل مرجع کسب و کار
- مدل مرجع محیط سیستم باز
- معماری مرجع